# Dinastija Valois
Dinastija Valois, poznata i kao Capet-Valois, francuska vladarska kuća, mlađi ogranak dinastije Capet. Njezini članovi vladali su kao francuski kraljevi od 1328. do 1589. godine. Mlađa loza vladala je vojvodinom Burgundijom od 1363. do 1482. godine.
Utemeljitelj dinastije je Karlo Valois (1270. – 1325.), četvrti sin francuskog kralja Filipa III. Capeta. Otac mu je 1285. u posjed dodijelio grofoviju Valois, a brat Filip IV. Lijepi grofovije Alencon i Perche.
Kada je 1328. godine, smrću Karla IV., izumrla izravna linija dinastije Capet, naslijedio ga je rođak Filip Valois, sin grofa Karla Valoisa († 1325.). Potomci izravne loze Valoisa vladali su Francuskom od 1328. do 1598. godine. Dvije pobočne loze osnovali su mlađi sinovi kralja Karla VII. Iz ogranka Valois-Orléans potječe Luj XII. (vladao 1498. – 1515.), a iz ogranka Valois-Angoulême Franjo I., Henrik II., Franjo II., Karlo IX. i Henrik III., nakon čijeg umorstva 1589. godine na francusko prijestolje dolazi vladarska dinastija Bourbon.

## Francuski kraljevi iz dinastije Valois

### Glavna loza dinastije Valois
- Filip VI. (1328. – 1350.)
- Ivan II. Dobri (1350. – 1364.)
- Karlo V. Mudri (1364. – 1380.)
- Karlo VI. Ludi (1380. – 1422.)
- Karlo VII. Pobjednik (1422. – 1461.)
- Luj XI. (1461. – 1483.)
- Karlo VIII. (1483. – 1498.)

### Pobočna linija Valois-Orléans
- Luj XII. (1498–1515)

### Pobočna linija Valois-Angoulême
- Franjo I. (1515. – 1547.)
- Henrik II. (1547. – 1559.)
- Franjo II. (1559. – 1560.)
- Karlo IX. (1560. – 1574.)
- Henrik III. (1574. – 1589.)